# El Don de plàcides aigües
El Don de plàcides aigües és una novel·la escrita per Mikhaïl Xólokhov i publicada en 4 volums entre els anys 1928 i 1940, primerament per fascicles i després en format llibre. Es considera l'obra més important de l'autor, va tenir gran èxit des del moment de la seva publicació i va propiciar una adaptació al cinema.

## Argument
La novel·la descriu la vida dels cosacs amb el rerefons de diversos conflictes bèl·lics, entre ells la primera Guerra Mundial i la revolució soviètica. La família Melekhov compta amb dos fills, Grigori i Petró, que simbolitzen la divisió del país. Petró, el gran, és fidel a les tradicions i lluita per defensar l'antic règim, mentre que Grigori es debat entre l'atracció pels bolxevics i les arrels familiars. En paral·lel es desenvolupa una trama amorosa, on Grigori també ha de decidir entre dues dones, Natàlia, la seva muller legítima, o la veïna amb qui manté una relació passional. Diversos membres del khútor i les grans ciutats apareixen amb les seves històries personals per servir de contrapunt a la saga familiar.